# Jason Gardener
Jason Gardener, född 18 september 1975 i Bath i England, är en brittisk friidrottare. Gardener är främst känd som en av världens främsta 60-meterslöpare (inomhus) men han har även varit en av Europas bästa 100-meterslöpare (utomhus) i mitten av 2000-talet. Det personliga rekordet på 100 meter är 9,98, noterat i Lausanne i Schweiz, 1999. Gardeners främsta merit är guldet med Storbritannien på 4x100 meter i OS 2004 där Gardener sprang första sträckan (åtföljd av Campbell där Devonish och Lewis-Francis). Vid Samväldesspelen representerar Gardener England. Gardener är 175 cm lång och väger 70 kg.

## Guldmedaljer
- OS 2004 (4x100 m)
- Inomhus-VM 2004 (60 m)
- Inomhus-EM 2000, 2002, 2005 och 2007 (60 m)
- Samväldesspelen 2002 (4x100 m, med England)
- Junior-VM 1994 (4x100 m)

## Silvermedaljer
- Inomhus-EM 1998 (60 m)
- Junior-VM 1994 (100 m)

## Bronsmedaljer
- VM 2005 (4x100 m)
- Inomhus-VM 1999, 2003 (60 m)

## Rekord
- 100 meter: 9,98, Lausanne, Schweiz, 2 juli 1999
- 200 meter: 20,65, Ingolstadt, Bayern, 11 juli 1999

Inomhus
- 50 meter: 5,61, Madrid, Spanien, 16 februari 2000 (delat Europarekord)
- 60 meter: 6,46, Maebashi, Japan, 7 mars 1999 (då Europarekord)